# Епархия Сандомира
Епархия Сандомира (лат. Dioecesis Sandomiriensis) — епархия Римско-Католической Церкви с центром в городе Сандомир, Польша. Епархия Сандомира входит в архиепархию Люблина.

## История
30 июня 1818 года Римский папа Пий VII выпустил буллу «Ex imposita nobis», которой учредил епархию Сандомира, выделив её из архиепархии Варшавы.
3 октября 1981 года епархия была переименована в епархию Сандомира-Радома. 25 марта 1992 года Римский папа Иоанн Павел II разделил буллой Totus tuus Poloniae populus епархию Сандомира-Радома на две епархии: епархию Сандомира и епархию Радома.

## Ординарии епархии
- Щепан Холовчиц (29.03.1819 — 8.09.1819);
- Адам Проспер Бурчинский (5.10.1819 — 9.09.1830);
- Sede vacante (1830—1840);
- Клеменс Бонкевич (9.08.1840 — 2.01.1842);
- Йозеф Йоахим Гольдтманн (25.01.1844 — 27.03.1852);
- Sede vacante (1852—1859);
- Юзеф Михал Юшинский (24.07.1859 — 24.07.1880);
- Sede vacante (1880—1883);
- Антоний Ксаверий Соткевич (15.03.1883 — 3.05.1901);
- Стефан Александр Зверович (2.09.1902 — 4.01.1908);
- Мариан Юзеф Рыкс (7.04.1910 — 3.06.1930);
- Влодзимеж Бронислав Ясинский (21.08.1930 — 30.11.1934);
- Sede vacante (1934—1946);
- Ян Канты Лорек (12.03.1946 — 4.01.1967);
  - Пётр Голебёвский (20.02.1968 — 2.11.1980), апостольский администратор;
- Эдвард Генрик Матерский (6.03.1981 — 25.03.1992), назначен епископом радомским;
- Вацлав Свежавский (25.03.1992 — 7.10.2002);
- Анджей Дзега (7.10.2002 — 21.02.2009);
- Кшиштоф Ниткевич (13.06.2009 — по настоящее время).

## Источник
- Annuario Pontificio, Libreria Editrice Vaticana, Città del Vaticano, 2003, ISBN 88-209-7422-3
- Bolla Ex imposita nobis, Bullarii romani continuatio, Tomo XV, Romae 1853, стр. 61-68  (лат.)
- Bolla Totus Tuus Poloniae populus, AAS 84 (1992), стр. 1099  (лат.)
- Piotr Nitecki, Biskupi kościoła w Polsce w latach 965—1999. Słownik biograficzny, edizione II, Warszawa 2000, стр. 29 — 30  (пол.)